# Hanníbal Magó

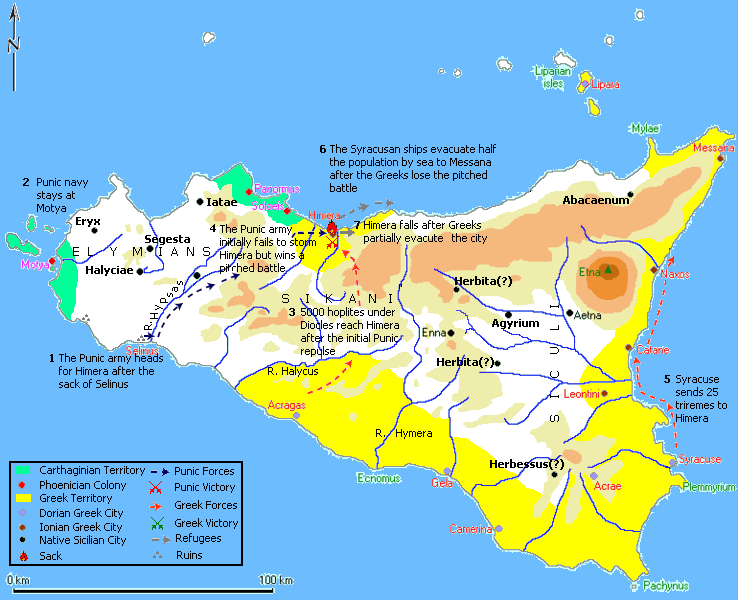
Campanyes militars d'Hanníbal a Sicília

Hanníbal (en púnic: 𐤇𐤍𐤁𐤏𐤋, ḥnbʿl; grec antic: Ἀννίβας, Annibas, llatí: Hannibal), fill de Giscó i net d'Hamílcar va ser un rei de Cartago (c. 440-406 aC) de la dinastia dels magònides, motiu pel qual era anomenat Magó.
Després de la derrota dels atenesos a Siracusa (413 aC), Egesta va demanar l'ajut cartaginès contra Selinunt. El senat de Cartago va veure una oportunitat d'estendre la seva influència a Sicília, i va encarregar a Hanníbal de dirigir una expedició de socors. Va estar-se tot l'hivern reunint un exèrcit de mercenaris d'Hispània i Àfrica, desembarcant a Lilibèon la primavera següent, l'any 409 aC, amb una força d'uns 100.000 homes. Hanníbal va atacar Selinunt ciutat, i la va ocupar després d'un setge de només nou dies; la ciutat va ser completament saquejada, excepte alguns temples, i després destruïda.
Tot seguit, Hanníbal va posar setge a Hímera, on es trobava Díocles de Siracusa al capdavant d'un cos siracusà, que va caure derrotat en un combat parcial amb motes baixes, i davant el perill per la mateixa Siracusa, Díocles i els seus homes es van retirar amb bona part dels habitants d'Hímera. Els que van romandre no van poder defensar la ciutat, i Hanníbal la va ocupar l'endemà, la va saquejar i després la va destruir totalment. Va executar uns tres mil presoners. A continuació, va retornar triomfant a Cartago, segons el relat de Diodor de Sicília.
L'any 406 aC, Cartago va decidir enviar una altra expedició a Sicília, i li va encarregar el comandament. Hanníbal, inicialment, va refusar, per la seva avançada edat, però finalment va accedir amb la condició de portar el seu fill de cosí Himilcó com a col·lega. Va reunir altre cop un gran exèrcit de mercenaris i va sortir amb cinquanta trirrems, seguit d'Himilcó amb el gruix de l'exèrcit. Van desembarcar a Sicília i van atacar Acragant, però es va declarar una epidèmia de pesta i el mateix Hanníbal va morir l'any 406 aC. El va succeir Himilcó.